# Igor Vinichenko
Igor Vinichenko (né le 21 avril 1984) est un athlète russe, spécialiste du lancer du marteau. 

## Records
- 80,00 m à Adler le 11 février 2007
- 79,95 m à Podolsk en 2008
- 78,19 m à Toula le 1er août 2009